# Лыжный переход Нерчинск — Москва
Лыжный переход Нерчинск — Москва — лыжный переход в СССР, совершенный в 1934—1935 годах.
Протяженность этого лыжно-пешего перехода составила — 6910 км, из них первые 1075 км были пройдены пешком.

## История
Пятеро военнослужащих авиачасти Особой Краснознамённой Дальневосточной армии — Итяксов Василий (начальник команды), Воронин Александр, Дружинин Борис, Кузнецов Петр и Леоненко Николай стартовали из Нерчинска 7 ноября 1934 года и финишировали в Москве 12 февраля 1935 года (вместе с лыжниками перехода Бочкарево — Москва).
Длительность перехода составила 95 дней, из них ходовых — 74 дня. Среднесуточная скорость — 93,4 км.
На следующий день — 13 февраля, состоялся приём у наркома обороны К. Е. Ворошилова. Своих бойцов представлял командующий ОКДВА В. К. Блюхер.
Постановлением ЦИК СССР все 5 участников этого перехода награждены Почетными грамотами ЦИК СССР, а приказом народного комиссара обороны — были награждены именными золотыми часами.
После перехода Николай Леоненко писал своему бывшему командиру роты:

«Я горжусь, что меня воспитывали командиры Севастьянов и Затыльников. Это они воспитали из меня спортсмена, способного ставить мировые рекорды».